# Lily-Rose Depp

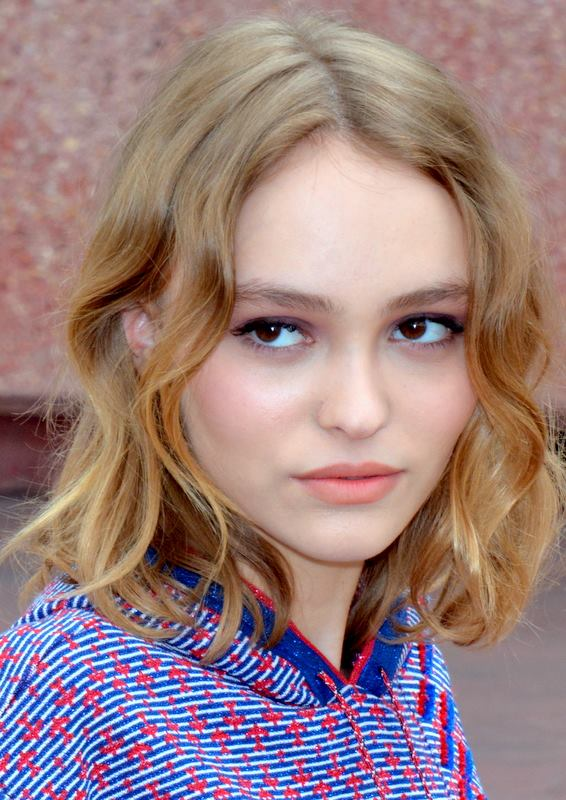
Lily-Rose Depp bei der Premiere des Films Die Tänzerin im Rahmen der Internationalen Filmfestspiele von Cannes 2016

Lily-Rose Melody Depp (* 27. Mai 1999 in Neuilly-sur-Seine bei Paris) ist eine französisch-US-amerikanische Filmschauspielerin, Sängerin und Model.

## Leben
Lily-Rose Melody Depp wurde 1999 als Tochter von Johnny Depp und Vanessa Paradis in Paris geboren. Ihre Eltern waren nie verheiratet, und die Familie lebte zunächst in Frankreich. 2012 trennten sich ihre Eltern nach einer 14-jährigen Beziehung und teilten sich das Sorgerecht für ihre Tochter. Daraufhin pendelte sie zunächst zwischen Paris und Los Angeles, um später endgültig in die Vereinigten Staaten zu ziehen.

## Karriere
Nach einer kurzen Modelkarriere folgte Lily-Rose Depp ihren Eltern in die Filmbranche. Ihre erste Filmrolle erhielt sie in Tusk von Kevin Smith, dem Vater ihrer Freundin Harley Quinn Smith. In Yoga Hosers, dem zweiten Teil der True North Trilogie von Kevin Smith, übernahm sie eine Hauptrolle an der Seite von Harley Quinn Smith. Im Film Die Tänzerin, der im Rahmen der Internationalen Filmfestspiele von Cannes 2016 seine Premiere feierte, war sie in der Rolle von Isadora Duncan zu sehen; für ihre Rolle der US-amerikanischen Tänzerin und Choreografin, die als eine Wegbereiterin des modernen Ausdruckstanzes gilt, wurde Depp jeweils als beste Nachwuchsdarstellerin für die französischen Filmpreise César und Prix Lumière nominiert. Sie übernahm die weibliche Hauptrolle in Nosferatu – Der Untote (2024).

## Filmografie (Auswahl)
- 2014: Tusk
- 2016: Yoga Hosers
- 2016: Die Tänzerin (La danseuse)
- 2016: Das Geheimnis der zwei Schwestern (Planetarium)
- 2018: Ein Mann zum Verlieben (L’homme fidèle)
- 2018: Les fauves
- 2019: The King
- 2021: Crisis
- 2021: Voyagers
- 2021: Silent Night – Und morgen sind wir tot (Silent Night)
- 2021: Wolf
- 2023: The Idol (Fernsehserie, 5 Folgen)
- 2024: Nosferatu – Der Untote (Nosferatu)

## Nominierungen
César
- 2017: Nominierung als Beste Nachwuchsschauspielerin (Meilleur espoir féminin) in Die Tänzerin[6]
- 2019: Nominierung als Beste Nachwuchsschauspielerin in Ein Mann zum Verlieben

Prix Lumières
- 2017: Nominierung als Beste Nachwuchsschauspielerin (Révélation féminine) in Die Tänzerin[7]

## Auszeichnungen für Musikverkäufe
| Goldene Schallplatte - Australien - 2024: für die Single One of the Girls - Brasilien - 2024: für das Lied Fill the Void - Dänemark - 2024: für die Single One of the Girls - Italien - 2024: für die Single One of the Girls - Neuseeland - 2024: für die Single One of the Girls - Polen - 2024: für das Lied Fill the Void - Spanien - 2024: für die Single One of the Girls | Platin-Schallplatte - Brasilien - 2024: für die Single World Class Sinner/I’m a Freak - Frankreich - 2025: für die Single One of the Girls 2× Platin-Schallplatte - Polen - 2024: für die Single One of the Girls 3× Platin-Schallplatte - Griechenland - 2025: für die Single One of the Girls - Portugal - 2025: für die Single One of the Girls - Zentralamerika - 2025: für die Single One of the Girls 4× Diamantene Schallplatte - Brasilien - 2025: für die Single One of the Girls |

Anmerkung: Auszeichnungen in Ländern aus den Charttabellen bzw. Chartboxen sind in ebendiesen zu finden.
| Land/RegionAuszeichnungen für Musikverkäufe (Land/Region, Auszeichnungen, Verkäufe, Quellen) | Gold     | Platin       | Diamant     | Verkäufe  | Quellen                   |
| -------------------------------------------------------------------------------------------- | -------- | ------------ | ----------- | --------- | ------------------------- |
| Australien (ARIA)                                                                            | Gold1    | —            | —           | 35.000    | aria.com.au               |
| Brasilien (PMB)                                                                              | Gold1    | Platin1      | 4× Diamant4 | 700.000   | pro-musicabr.org.br       |
| Dänemark (IFPI)                                                                              | Gold1    | —            | —           | 45.000    | ifpi.dk                   |
| Frankreich (SNEP)                                                                            | —        | Platin1      | —           | 200.000   | snepmusique.com           |
| Griechenland (IFPI)                                                                          | —        | 3× Platin3   | —           | 60.000    | Einzelnachweise           |
| Italien (FIMI)                                                                               | Gold1    | —            | —           | 50.000    | fimi.it                   |
| Neuseeland (RMNZ)                                                                            | Gold1    | —            | —           | 15.000    | aotearoamusiccharts.co.nz |
| Polen (ZPAV)                                                                                 | Gold1    | 2× Platin2   | —           | 125.000   | olis.pl                   |
| Portugal (AFP)                                                                               | —        | 3× Platin3   | —           | 30.000    | Einzelnachweise           |
| Spanien (Promusicae)                                                                         | Gold1    | —            | —           | 30.000    | elportaldemusica.es       |
| Vereinigte Staaten (RIAA)                                                                    | —        | Platin1      | —           | 1.000.000 | riaa.com                  |
| Vereinigtes Königreich (BPI)                                                                 | —        | Platin1      | —           | 600.000   | bpi.co.uk                 |
| Zentralamerika (CFC)                                                                         | —        | 3× Platin3   | —           | 210.000   | cfc-musica.com            |
| Insgesamt                                                                                    | 7× Gold7 | 15× Platin15 | 4× Diamant4 |           |                           |